# Cisteller de Huancavelica
El cisteller de Huancavelica (Asthenes huancavelicae) és una espècie d'ocell de la família dels furnàrids (Furnariidae).

## Hàbitat i distribució
habita zones àrides obertes amb arbusts, a prop de l'aigua a sud i oest de Perú.

## Taxonomia
Ha estat considerada coespecífica del cisteller d'Orbigny (A. dorbignyi) però avui es consideren espècies diferents.
Algunes classificacions consideren que la població d'Apurímac és en realitat una espècie diferent:
- Asthenes usheri Morrison, 1947 - cisteller cuablanc.[4]